# Reálná sebeobrana
Reálná sebeobrana (RS, případně SRS jako systém reálné sebeobrany, nebo RBSD z anglického Reality Based Self Defense) je obecné označení pro sebeobranu zaměřenou na efektivní řešení skutečných konfliktů.
Toto striktní zaměření je určující pro obsah i pro způsob výcviku. Z toho plynou hlavní odlišnosti reálné sebeobrany od ostatních sebeobranných systémů, tradičních bojových umění nebo sportů, které na moderní trendy nereagují. Zjednodušeně lze říci, že výcvik reálné sebeobrany neprobíhá ve cvičebních úborech v tělocvičně, ale v běžném oděvu a v běžném prostředí, např. v dopravním prostředku, ve ztemnělém parku nebo v tlačenici. Neprocvičují se jen jednotlivé připravené útoky, ale celé typické situace (např. přepadení, znásilnění apod.).

## Obsah systémů
Systémy reálné sebeobrany vnímají konfliktní situace v širším kontextu. Kromě samotných technik fyzického zneškodnění útočníka se proto věnují například i psychické, morální, zdravotnické nebo právní přípravě.  Reálná sebeobrana tak může uživatele provázet konfliktem ještě před samotným bojem (slovní kontakt, předcházení konfliktu), v jeho průběhu (fyzický kontakt), i po něm (řešení důsledků konfliktu).

## Specifika výcviku
Hlavním znakem výcviku RS je snaha o dosahování co nejreálnějších podmínek. Cvičencům to totiž dává mnohem vyšší šanci úspěšně uplatnit sebeobranu v praxi. Využívá se reálného prostředí, oděvu, cvičných nebo skutečných zbraní a široké škály ochranných pomůcek.

## Konkrétní systémy
Pojem reálná sebeobrana je poměrně mladý a neustálený. Pokud se nějaký systém považuje za reálný (reality-based), neznamená to, že splňuje nějaká objektivně daná kritéria. Častěji jde spíše o deklaraci koncepce a směřování systému. Různé systémy sebeobrany jsou na realitě založené do různé míry, ať už se za reálné považují, nebo nikoliv. Za jednoho z průkopníků RBSD je považován Jim Wagner (USA), který se oficiální výuce založené na těchto principech věnuje od roku 2003 (Reality Based Personal Protection).